# Garłacz norwicki

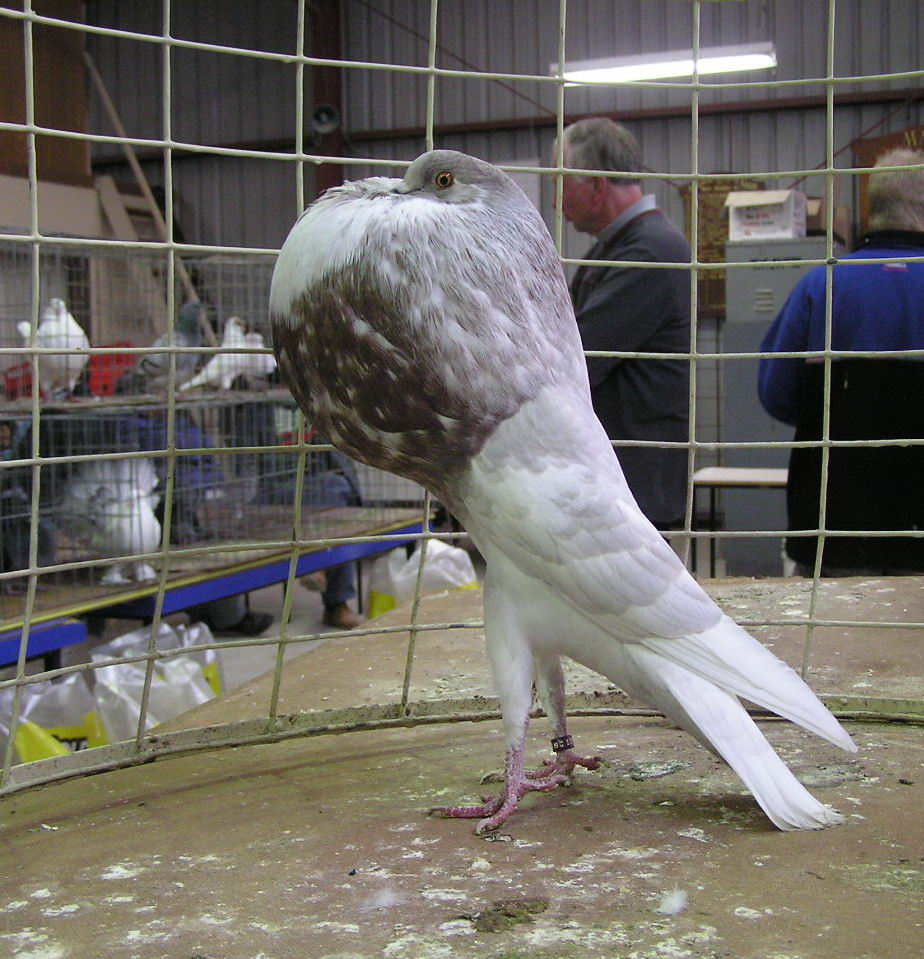
Norwich Cropper

Garłacz norwicki – rasa gołębia należąca do grupy dętych. Podobnie jak inne rasy pochodzi od gołębia skalnego (Columba livia).

## Historia
Garłacz norwicki zwany też garłaczem z Norwich został wyhodowany w okolicach głównego miasta angielskiego hrabstwa Norfolk – Norwich i stąd wywodzi się również jego nazwa. Przodkami tej rasy są małe rasy garłaczy np. oploppery z Holandii. Garłacz z Norwich jest jedną z najstarszych angielskich ras gołębi. Znany był już w XVI wieku.

## Opis
Uważany jest za jednego z najpiękniejszych gołębi. Chociaż nie jest tak potężny, jak chociażby garłacz angielski i mierzy zaledwie do 40 cm długości, wyróżnia się perfekcyjnymi proporcjami ciała. Jak większość garłaczy klaszczą w locie.

## Hodowla
Hodowla garłaczy z Norwich nie jest trudna, ptaki te są łagodne i towarzyskie. Pomimo eksperymentów związanych z praca nad doskonałym „gardłem” garłacze te zachowały dobrą płodność i troskliwie opiekują się potomstwem.